# Exetastes lorinus
Exetastes lorinus là một loài tò vò trong họ Ichneumonidae.